# Nakajima-Douglas DC-2

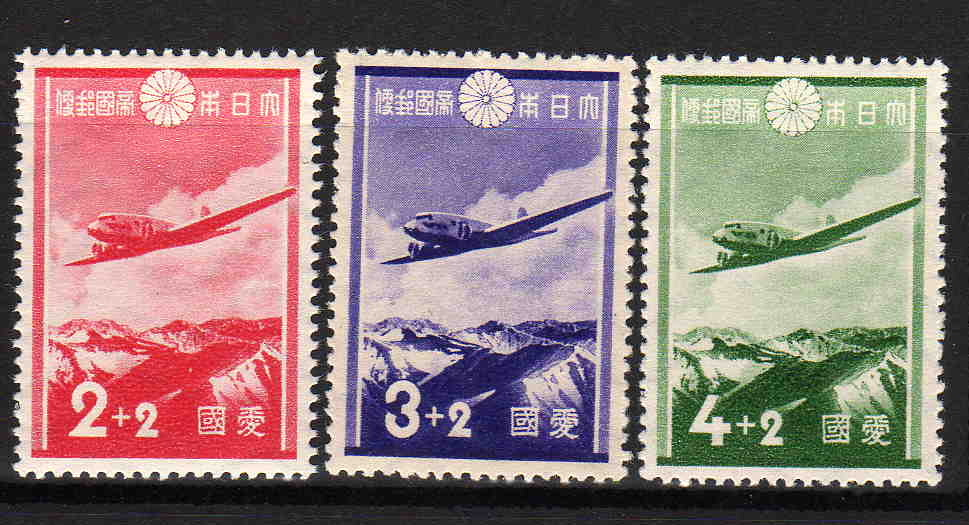
Japońskie DC-2 na japońskich znaczkach pocztowych z 1937

Nakajima-Douglas DC-2 – japoński samolot pasażerski z lat 30. XX wieku, produkowana licencyjnie kopia amerykańskiego samolotu Douglas DC-2. Zbudowano tylko pięć egzemplarzy tego samolotu które w późniejszym czasie używane były przez Siły Powietrzne Cesarskiej Armii Japońskiej. Wywiad amerykański omyłkowo uważał, że ten samolot był masowo produkowany i służył w Siłach Powietrznych Cesarskiej Marynarki Wojennej dlatego w czasie II wojny światowej otrzymał on amerykańską nazwę kodową Tess.

## Tło historyczne
Po wprowadzeniu na rynek w 1934 samolotu pasażerskiego Douglas DC-2 japoński koncern lotniczy Nakajima Hikōki Kabushiki Gaisha wyraził zainteresowanie tym samolotem i rozpoczął pertraktacje z Douglas Aircraft Corporation dotyczące jego licencyjnej produkcji. Nakajima miała bardzo bliskie związki z Douglasem już od początku lat 30., kiedy to japońska firma zaczęła wysyłać swoich inżynierów na praktyki do kalifornijskiej fabryki Douglasa.
W tym samym czasie i jeszcze przed zakończeniem pertraktacji, japońska firma Mitsui Bussan KK zakupiła w Kanadzie jeden egzemplarze tego samolotu (zakupu dokonano poprzez linie lotnicze Great Northern Airways działających jako pośrednik) i został on wysłany do Japonii w częściach (inne źródło podaje, że zakupiono jeden cały samolot i części potrzebne na złożenie drugiego). Samolot (numer seryjny 1323, rejestracja cywilna NC 14284) dotarł do Jokohamy 22 listopada 1934 (w grudniu 1934 według innego źródła) gdzie został złożony i wystawiony na widok publiczny. Po prezentacji samolotu przeleciał on do Tachikawy gdzie został przekazany inżynierom Nakajimy. Po zakończeniu inspekcji samolotu został on pokryty kamuflażem i przekazany Armii, zachował on jednak cały czas jego rejestrację cywilną. W samolocie przeprowadzono szereg testów sprawnościowych na trasach pomiędzy Japonią a Mandżurią. Pomimo że został przekazany on Armii przez cały czas był obsługiwany przez załogi linii powietrznych Nihon Kōkū Yuso KK. Testy samolotu wypadły bardzo dobrze i dyrekcja Nihon Kōkū wyraziła zainteresowanie zakupem większej ilości tych samolotów od Nakajima po zakończeniu pertraktacji z Douglasem.
Pertraktacje zostały zakończone 27 marca 1934 i Nakajima nabyła za sumę 80 tysięcy dolarów prawa do produkcji samolotów DC-2 i ich sprzedaży na terenie Japonii i Mandżurii.

## Opis konstrukcji
Nakajima-Douglas DC-2 był licencyjną kopią amerykańskiego samolotu pasażerskiego Douglas DC-2. Był to dwusilnikowy dolnopłat z podwoziem klasycznym, z kołem ogonowym, wciąganym w locie. Samolot miał konstrukcję prawie całkowicie metalową, jedynie powierzchnie sterowe były kryte płótnem. Załogę stanowiły cztery osoby, samolot mógł zabierać do czternastu pasażerów.
Początkowo napęd samolotu stanowiły 9-cylindrowe, chłodzone powietrzem silniki gwiazdowe typu Wright Cyclone F-2 zamienione w późniejszym czasie na silniki Wright Cyclone SGR-1820-F52 o mocy 730 KM. Silniki napędzały trzypłatowe śmigła metalowe typu Hamilton Standard.

## Historia
Po zakończeniu pertraktacji Douglas przekazał Nakajimie plany samolotu na początku 1935. Przed rozpoczęciem planowanej produkcji plany musiały zostać zaadaptowane do japońskich metod produkcyjnych, zadanie to powierzono trzem inżynierom Nakajimy - Kiyoshiemu Akegawie, Setsuro Nishimuriemu i Katsujiemu Nakamurze, oraz postanowiono sprowadzić główne części potrzebne do produkcji pięciu samolotów. Zakupione części kadłuba i skrzydeł (numery seryjne 1418-1422) dotarły do Japonii w 1935 i zostały złożone w fabryce Nakajimy w Koizumi. Poza głównymi częściami kadłuba i skrzydeł oraz silnikami które także były importowane, całe wyposażenie i awionika samolotów było japońskiej produkcji.
Pierwszy samolot został ukończony w lutym 1936. Zbudowane samoloty zostały przekazane liniom lotniczym Nihon Kōkū Yuso KK gdzie otrzymały one nazwy pochodzące od znanych japońskich gór i używane były do obsługi regularnych połączeń pomiędzy Fukuoka, a Tajwanem, a także, po wycofaniu Nakajima P-1, jako samoloty pocztowe na trasach pomiędzy Tokio, Osaka i Fukuoka.
W porównaniu z oryginalnymi, amerykańskimi samolotami, japońskie wersje DC-2 miały niższą masę własną i startową (odpowiednio o 120 i 187 kilogramów) ale miały nieco gorsze osiągi. Prędkość maksymalna japońskich DC-2 wynosiła 172 węzły (318 km/h), a ich pułap operacyjny 5400 metrów, w porównaniu amerykańskie DC-2 osiągały prędkość 182 węzłów (227 km/h) i miały pułap operacyjny wynoszący 7100 metrów. Różnica wynikała z różnych silników używanych w wersji japońskiej. Amerykańskie DC-2 napędzane były silnikami Wright Cyclone F-3, a japońskie przez Cyclone F-2. W późniejszym czasie silniki japońskich DC-2 zostały zamienione na bardziej niezawodne Cyclone F-52.
Już po złożeniu pierwszych pięciu samolotów ale przed rozpoczęciem konstrukcji seryjnej japońskich DC-2 spodziewano się, że samoloty te będą stanowiły główna część floty Nihon Kōkū ale po wejściu na rynek znacznie lepszego Douglas DC-3 produkcja japońskich DC-2 została zawieszona.
We wrześniu 1938 wszystkie japońskie linie lotnicze weszły pod kontrolę Armii. DC-2 oznakowane jak samoloty wojskowe były widziane nawet w Chinach. Wywiad amerykański omyłkowo uznał, że wyprodukowano dużą serię tych samolotów i używane były one przez Siły Powietrzne Marynarki Wojennej, i otrzymały one amerykańską nazwę kodową Tess.
Pomimo że samolot nie wszedł do produkcji seryjnej, samolot ten stanowił ważny epizod w historii japońskich komercyjnych linii lotniczych. Pomógł on zmodernizować standardy samolotów i wyposażenie japońskich linii lotniczych oraz był źródłem innych, udanych konstrukcji takich jak Nakajima AT-2.